# Crista Flanagan
Crista Flanagan (Mount Vernon, 24 febbraio 1976) è un'attrice e sceneggiatrice statunitense.

## Biografia
Crista Flanagan nasce a Mount Vernon in Illinois il 24 febbraio 1976, da David e Bonnie; ha un fratello ed una sorella.
Frequenta l'Università di Evansville in Indiana dove consegue la laurea in teatro.
Ha recitato in tanti film, a partire dal 2003. È famosa per aver interpretato il duplice ruolo di Juno e di Hannah Montana in Disaster Movie del 2008. Dal 2005 ha iniziato l'attività di sceneggiatrice.
È alta 1,57 m.

## Filmografia parziale

### Cinema
- Epic Movie, regia di Jason Friedberg e Aaron Seltzer (2007)
- Disaster Movie Jason Friedberg e Aaron Seltzer (2008)
- 3ciento - Chi l'ha duro... la vince, regia di Janson Friedberg e Aaron Seltzer (2008)
- Mordimi, regia di Jason Friedberg e Aaron Seltzer  (2010)
- Best Night Ever - Una notte da leonesse (Best Night Ever), regia di Josn Friedberg e Aaron Seltzer (2014)

### Televisione
- The Practice - Professione avvocati – serie TV, 1 episodio (2003)
- E.R. - Medici in prima linea – serie TV, 1 episodio (2003)
- Mad Men – serie TV, 9 episodi (2007-2009)
- La complicata vita di Christine – serie TV, 1 episodio (2009)
- Big Time Rush – serie TV, 1 episodio (2010)
- Brothers & Sisters - Segreti di famiglia – serie TV, 1 episodio (2010)
- 2 Broke Girls – serie TV, 1 episodio (2013)
- L'uomo di casa – serie TV, 1 episodio (2013)
- Mom – serie TV, 1 episodio (2014)
- Grey's Anatomy – serie TV, 1 episodio (2015)
- Love – serie TV, 1 episodio (2016)
- The Grinder – serie TV, 1 episodio (2016)
- Grace and Frankie – serie TV, 1 episodio (2018)
- The Resident  – serie TV, 1 episodio (2019)
- Dirty John – serie TV,1 episodio (2020)

## Doppiatrici italiane
Nelle versioni in italiano delle opere in cui ha recitato, Crista Flanagan è stata doppiata da:
- Laura Latini in Epic Movie
- Perla Liberatori in Disaster Movie
- Silvia Tognoloni in Mad Men
- Sabrina Duranti in Mordimi
- Fabiola Bittarello in 2 Broke Girls
- Laura Cosenza in Grey's Anatomy
- Rossella Acerbo in Disjointed